# Choman Hardi

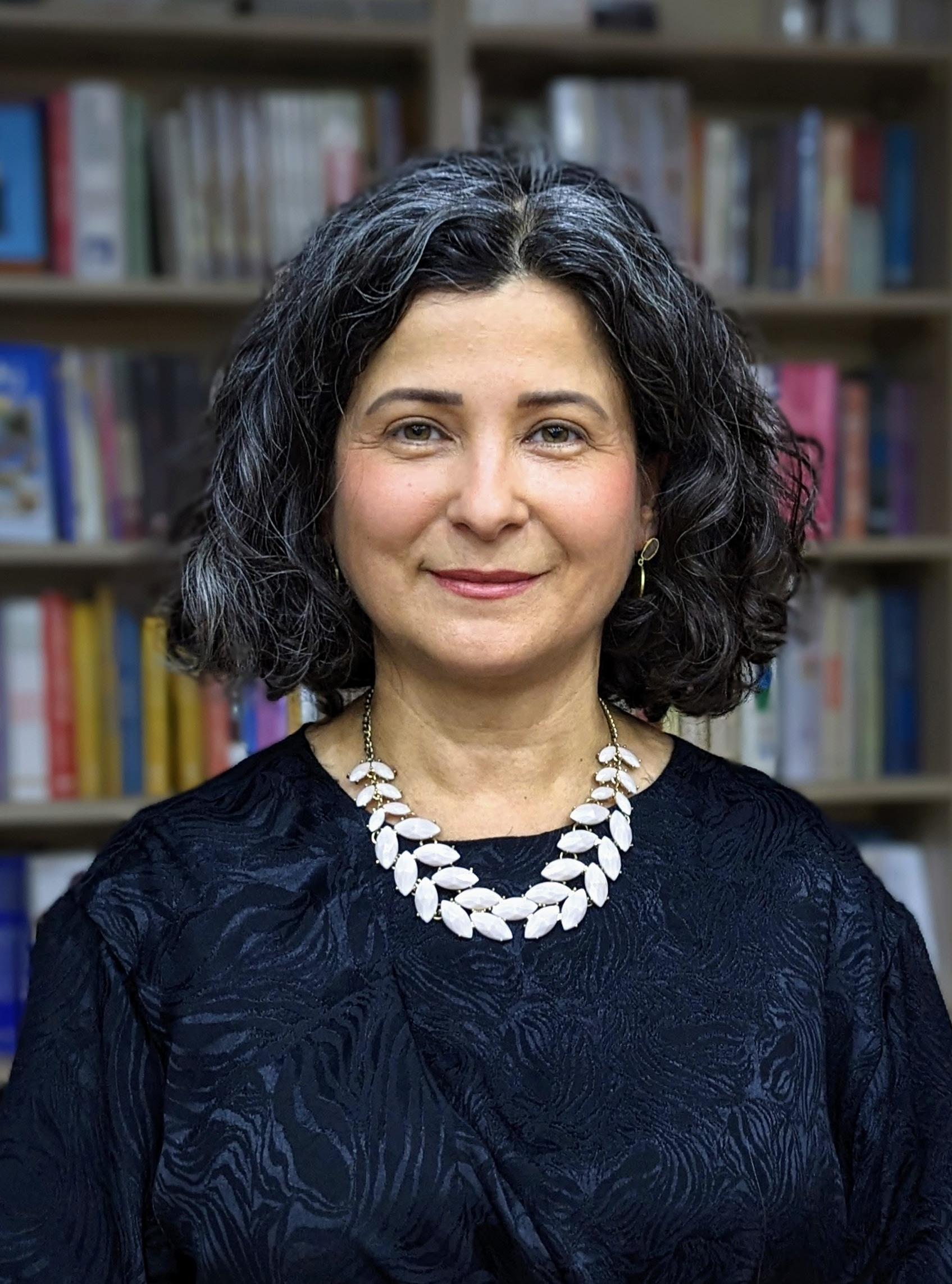
Choman Hardi (2023)

Choman Hardi (kurdisch چۆمان هەردی) (geb. 29. Januar 1974 in Sulaimaniyya) ist eine kurdisch-irakische Dichterin und Übersetzerin.

## Biographie
Choman Hardi kam 1974 in der nordostirakischen Millionenstadt Sulaymaniyah als jüngstes Kind des bekannten kurdischen Dichters Ahmad Hardi (1922 – 2006) zur Welt.
Unter dem Druck der irakischen Aktionen gegen die Kurdengebiete floh Hardis Familie 1988 aus dem Irak. Über den Iran und die Türkei kam Choman Hardi 1993 nach Großbritannien, wo ihr Asyl zugesprochen wurde. Sie studierte Philosophie und Psychologie und erwarb einen Bachelor of Arts (BA) am Oxforder Queen’s College und einen Master of Arts (MA) am University College London. Anschließend promovierte sie mit einem Stipendium des Tizard Center an der University of Kent zur PhD mit einer Dissertation über die psychische Gesundheit weiblicher kurdischer Geflüchteter.
Sie veröffentlichte drei Gedichtbände in kurdischer Sprache. In englischer Sprache erschienen die zwei Gedicht-Sammlungen Life for Us (2004) und Considering the Women (2015), viele ihrer Artikel wurden in Modern Poetry in Translation publiziert.
Hardi ist ehemalige Vorsitzende von Exiled Writers Ink! und hat für den British Council Workshops für kreatives Schreiben in Großbritannien, Belgien, Tschechien und Indien organisiert. Sie ist ehemalige Poet-in-Residence am Moniack Mhor Writers' Centre (Schottland), Villa Hellebosch (Belgien), Hedgebrook Women Writers' Retreat (USA) und The Booth (Shetland). Sie war Gastwissenschaftlerin am Centre for Multiethnic Research (Universität Uppsala), am Zentrum Moderner Orient (Berlin) und am Fachbereich für Geisteswissenschaften der Universität Amsterdam. Zwischen 2009 und 2011 war sie Senior Associate Member des St Antony’s College in Oxford.
Im Jahr 2014 kehrte Choman Hardi in ihre Heimatstadt Sulaimaniyya zurück, um eine Stelle an der American University of Iraq anzutreten, 2015 übernahm sie dort eine Professur für Anglistik und gründete im gleichen Jahr das Zentrum für Gender- und Entwicklungsstudien (CGDS), das sie auch seither leitet. Forschungs- und Lehrschwerpunkte sind Poesie, feministische Literatur, feministische Literaturkritik und Männlichkeit.

## Auszeichnungen
- 2014: The Woman's Award vom Andesha Cultural Centre im Irak
- 2014: Wahl ihres Gedichts „Summer Roof“ als eines der "50 Greatest Modern Love Poems of the Past 50 Years" durch das "South Bank Centre" in Großbritannien
- 2015: Poetry Book Society Recommendation für "Considering the Women"
- 2015: Excellence Award for Faculty Research der American University of Iraq, Sulaimaniyya (AUIS)
- 2016: Aufnahme in die Shortlist für den Forward Prize for Best Collection für ihren Gedichtband "Considering the Women"
- 2018: PEN Translates Award des English PEN für die Übersetzung von Sherko Bekas "Butterfly Valley"
- 2019: Sorani Mama Hama Freedom of Press Prize vom irakischen Lvin Magazine
- 2023: Deutsch-Französischer Preis für Menschenrechte und Rechtsstaatlichkeit[9]

## Veröffentlichungen
- Return with no memory. Denmark 1996, ISBN 87-984331-6-4 (kurdisch).
- Rûnakîy sêberekan : şîʻir (Light of the Shadows) (= Kitêbî Rabûn, 14.). Rabûn, 1998, ISBN 978-91-973354-4-7 (kurdisch).
- Light Mirrors and Shadows: Poems. 2000, OCLC 427634821 (englisch).
- Life for Us. Bloodaxe Books, 2004, ISBN 978-1-85224-644-0 (englisch).
- Gendered Experiences of Genocide: Anfal Survivors in Kurdistan-Iraq (= Voices in development management.). Farnham, Surrey, 2011, ISBN 978-0-7546-9433-5 (englisch).
- Considering the Women. Bloodaxe Books, 2015, ISBN 978-1-78037-278-5 (englisch).